# Ixodes chilensis
Ixodes chilensis är en fästingart som beskrevs av Glen M. Kohls 1956. Ixodes chilensis ingår i släktet Ixodes och familjen hårda fästingar. Inga underarter finns listade i Catalogue of Life.